# Aristia
Aristia is een geslacht van rechtvleugeligen uit de familie Romaleidae. De wetenschappelijke naam van dit geslacht is voor het eerst geldig gepubliceerd in 1876 door Stål.

## Soorten
Het geslacht Aristia  is monotypisch en omvat slechts de volgende soort:
- Aristia mordax (Stål, 1873)